# Gilbert Baker
Gilbert Baker, ameriški umetnik in aktivist za pravice gejev; * 2. junij 1952, Chanute, Kansas, ZDA, † 31. marec 2017, New York, ZDA.
Gilbert Baker je avtor mavrične zastave, simbola LGBT-gibanja. Zastavo je oblikoval za Parado ponosa v San Franciscu leta 1978. Od leta 2015 je Gilbertova mavrična zastava del zbirke newyorškega Muzeja moderne umetnosti MoMA.